# Nihoa karawari
Nihoa karawari – gatunek pająków z infrarzędu ptaszników i rodziny Barychelidae. Występuje endemicznie  w Papui-Nowej Gwinei.

## Taksonomia
Gatunek ten opisany został po raz pierwszy w 1994 roku przez Roberta Ravena na podstawie pojedynczej samicy odłowionej w 1986 roku. Jako lokalizację typową wskazano Karawari Lodge na wybrzeżu rzeki Karawari w Papui-Nowej Gwinei. Epitet gatunkowy wywodzi się od tejże lokalizacji.

## Morfologia
Holotypowa samica ma ciało długości 15 mm oraz karapaks długości 6,7 mm i szerokości 5,8 mm. Karapaks jest w zarysie prawie jajowaty, ubarwiony jednolicie pomarańczowobrązowo, porośnięty czarnymi szczecinkami i czarnymi włoskami. Jamki karapaksu są krótkie i zakrzywione. Szczękoczułki są czerwonobrązowe, porośnięte brązowymi szczecinkami. Rastellum nie występuje. Bruzda szczękoczułka ma 9 dużych i 3 małe zęby na krawędzi przedniej oraz 10 małych ząbków i kilka ziarenek w części środkowo-nasadowej. Szczęki zaopatrzone są w 11 kuspuli. Na wardze dolnej brak kuspuli. Odnóża są pomarańczowobrązowe z brązowym obrączkowaniem. Odnóża pary pierwszej, drugiej i czwartej mają na udach po 4–6 cierni bazyfemoralnych. Nadstopia wszystkich par zaopatrzone są w skopule i pozbawione grzebieni. Opistosoma (odwłok) jest z wierzchu brązowa z drobnymi, białymi kropkami. Spód opistosomy jest jasnobrązowy, miejscami przyciemniony. Kądziołki przędne pary tylno-środkowej są dobrze wykształcone. Genitalia samicy mają dwie spermateki, każda złożona z dużego, trójkątnego płata wewnętrznego i długiego płata zewnętrznego o rozszerzonym wierzchołku.

## Występowanie
Pająk ten występuje endemicznie w Papui-Nowej Gwinei. Znany jest wyłącznie z miejsca typowego w prowincji Sepik Wschodni.